# Кастел д'Асо (Витербо)
Кастел д'Асо је насеље у Италији у округу Витербо, региону Лацио.
Према процени из 2011. у насељу је живело 24 становника. Насеље се налази на надморској висини од 244 м.